# Lars Eriksson (handbollsspelare)
Lars Göran Staffan "Lasse" Eriksson, född 21 juni 1955, är en svensk tidigare handbollsspelare, som spelade som niometersspelare för Ystads IF. 
Han spelade tio U-landskamper med 36 gjorda mål. I A-landslaget spelade han sju landskamper och gjorde sju mål för Sveriges landslag åren 1973–1974.
För Ystads IF spelade Eriksson 519 seriematcher (alla serier inräknade) och gjorde totalt 1200 mål, varav 1075 mål i högsta serien. Tillsammans med Basti Rasmussen bildade han en fruktad duo i Ystads IF, som resulterade i klubbens första SM-guld 1976.
Efter handbollskarriären har han arbetat som fysioterapeut.